# 410年代
| 千纪： | 1千纪                                                                                  |
| 世纪： | 4世纪 \| 5世纪 \| 6世纪                                                                |
| 年代： | 380年代 \| 390年代 \| 400年代 \| 410年代 \| 420年代 \| 430年代 \| 440年代              |
| 年份： | 410年 \| 411年 \| 412年 \| 413年 \| 414年 \| 415年 \| 416年 \| 417年 \| 418年 \| 419年 |

## 大事记
- 410年，東晉灭南燕，劉裕击败盧循。南涼遷都樂都（青海樂都）。中國高僧法顯，自印度渡海至錫蘭，再渡海至爪哇。盎格魯部落及撒克遜部落乘虛侵入不列顛，建七小國。
- 411年，盧循在交州被交州刺史杜慧度擊斬。北涼攻南涼，陷姑臧（甘肅武威）。西秦王乞伏乾歸向後秦稱臣，後秦封為河南王。
- 412年，西秦遷都譚郊（甘肅臨夏西北），乞伏乾歸為侄振威將軍乞伏公府所殺。子乞伏熾磐嗣位，遷都枹罕（甘肅臨夏）。東晉太尉劉裕攻荊州，殺刺史劉毅。北涼遷都姑臧（甘肅武威），沮渠蒙遜稱河西王。
- 413年，胡夏天王劉勃勃築統萬城，改姓為赫連。譙蜀被东晋灭亡。
- 414年，西秦河南王乞伏熾磐灭南涼。乞伏熾磐稱秦王。中國高僧法顯自爪哇泛海返國。
- 415年，東晉太尉劉裕攻荊州刺史司馬休之，司馬休之兵敗奔後秦。
- 416年，後秦天王姚興卒，子姚泓嗣位，稱帝。
- 417年，西涼武昭王李暠卒，子李歆嗣位。東晉灭後秦。
- 418年，東晉封劉裕為宋公。夏天王赫連勃勃進據咸陽、長安，稱帝，劉毒死晉安帝司馬德宗，立其弟司馬德文，是為恭帝。
- 419年，東晉封劉裕為宋王。

## 逝世
- 412年，烏爾丁，匈奴人早期的君主